# Eremopeza
Eremopeza is een geslacht van rechtvleugeligen uit de familie Pamphagidae. De wetenschappelijke naam van dit geslacht is voor het eerst geldig gepubliceerd in 1888 door Saussure.

## Soorten
Het geslacht Eremopeza omvat de volgende soorten:
- Eremopeza afghana Uvarov, 1940
- Eremopeza bicoloripes Moritz, 1928
- Eremopeza brachyptera Ramme, 1952
- Eremopeza cinerascens Stål, 1875
- Eremopeza clavicornis Uvarov, 1943
- Eremopeza festiva Saussure, 1884
- Eremopeza gibbera Stål, 1876
- Eremopeza gigas Kirby, 1914
- Eremopeza obscura Ramme, 1952
- Eremopeza saussurei Uvarov, 1918